# Blockade von Rio de Janeiro 1863
Die Blockade von Rio de Janeiro vom 1. bis zum 6. Januar 1863 war Teil der britischen Kanonenbootpolitik.

## Anlass
Anlass der Seeblockade war die Weigerung der brasilianischen Regierung, Entschädigung für einen angeblichen Fall von Strandpiraterie und für einen Fall von Freiheitsberaubung von Angehörigen der Royal Navy zu bezahlen.
Das 1857 vom Stapel gelaufene Handelsschiff Prince of Wales wurde von der Besatzung auf dem Weg von Glasgow nach Buenos Aires vom 5. bis 8. Juni 1861 vor der Küste von Rio Grande do Sul auf Grund gesetzt. Ein Teil der Besatzung wandte sich an die Hafenverwaltung von Rio Grande do Sul, um erfolgreich über eine Bergung zu verhandeln. Als die Besatzung zurückkehrte, fand sie zehn tote Besatzungsmitglieder am Strand und die Ladung war untergegangen. Der Kapitän zeigte den Vorfall beim britischen außerordentlichen Gesandten und Ministre plénipotentiaire in Rio de Janeiro William Dougal Christie als Strandpiraterie an und forderte Entschädigung. Dieser übermittelte die Forderungen an Peter II. von Brasilien, der sie als unbegründet abwies. Als Reaktion darauf wurden im April 1862 britische Kanonenboote nach Rio Grande do Sul beordert.
Am 17. Juni 1862 wurden zwei Mitglieder der Besatzung der Fregatte HMS Forte nach einer Auseinandersetzung mit brasilianischen Matrosen in Rio de Janeiro in Haft genommen.

Christie ordnete am 31. Dezember 1862 die Blockade des Hafens von Rio de Janeiro und die Beschlagnahme von brasilianischen Handelsschiffen an. Die sechstägige Blockade wurde durch ein Geschwader bestehend aus der Schraubenfregatte HMS Forte, die Schoner HMS Stromboli (unter dem Befehl von Arthur Robert Henry) und HMS Curlew (unter dem Befehl von Charles Stuart Forbes), die Korvette HMS Satellite (unter dem Befehl von John Ormsby Johnson) und das Kanonenboot HMS Doterel, unter dem Befehl von Richard Warren aufrechterhalten. Dabei wurden fünf im Hafen vor Anker liegende Schiffe beschlagnahmt und 3200 Pfund Sterling Entschädigung gefordert.

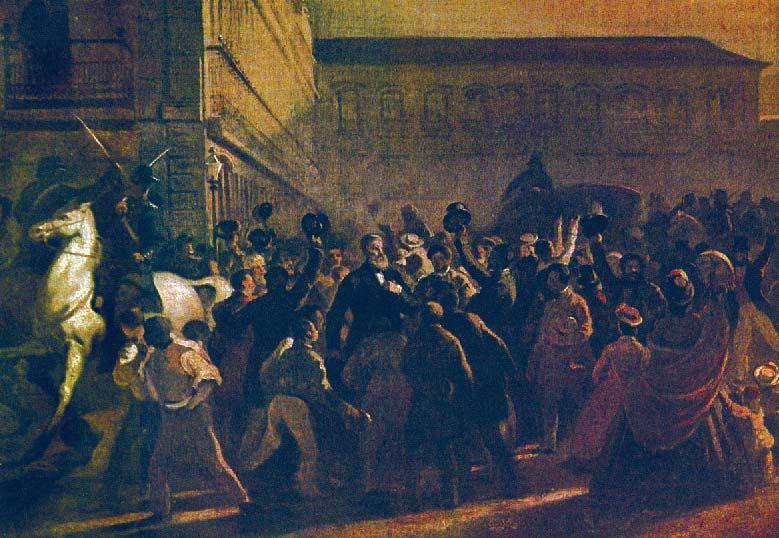
Versammlung anlässlich der Blockade des Hafens in Rio de Janeiro Öl auf Leinwand von Victor Meirelles

Diese Vorgehen stieß auf Proteste bei der Bevölkerung von Rio de Janeiro und führte zu Drohungen gegen britische Investoren. Peter II. brach die diplomatischen Beziehungen zu Großbritannien ab und bat König Leopold von Belgien um Schlichtung in diesem Konflikt.
Leopold erachtete in seinem Schiedsspruch die Forderungen von Brasilien als angemessen. 1865 hatte sich Brasilien bei der Invasion von Uruguay militärisch engagiert. Dies trug dazu bei, dass Peter II. den Vorschlag von Edward Thornton, nach dem die britische Regierung den Schiedsspruch mit Ausnahme der finanziellen Forderungen anerkannte, annahm.

## Hintergrund
Ab 1820 unternahm die Royal Navy verschiedene Humanitäre Interventionen um den Sklavenhandel zu unterbinden. Bis zur formellen Abschaffung der Sklaverei 1888 in Brasilien galten die Bandeirantes als Vorbilder. Am 23. November 1826 vereinbarte ein Vertreter von Georg IV. mit Peter I., dass seinen Untertanen drei Jahre nach Ratifizierung der entsprechenden Vereinbarung die Beschäftigung mit dem Sklavenhandel nicht mehr gesetzlich erlaubt sei.
Am 9. August 1845 ratifizierte Königin Victoria: An Act to amend an Act, intituled An Act to carry into execution a Convention between His Majesty and the Emperor of Brazil, for the Regulation and final Abolition of the African Slave Trade. (Aberdeen Act). In Brasilien wurde die Vereinbarung formal mit dem Lei Eusébio de Queirós am 4. September 1850 ratifiziert. Die Haitianische Revolution führte zu einem Absatzboom beim Zuckerrohr, für dessen Anbau in Brasilien überwiegend Sklaven eingesetzt wurden. Nach der Kontinentalsperre entwickelte sich in Europa eine staatlich geförderte Rübenzuckerindustrie. Das Auftreten dieser beiden Konkurrenten führten zu einer Absatzkrise in Brasilien, der einerseits mit einer auf Sklavenarbeit basierenden Kaffeeproduktion und andererseits mit militärischen Unternehmungen, wie der Invasion von Uruguay und Paraguay, entgegengewirkt wurde. Etwa zeitgleich fand in den USA der Sezessionskrieg statt.